# Pakistan Super League 2016/17
Die Pakistan Super League 2016/17 war die zweite Saison der im Twenty20-Format ausgetragenen Pakistan Super League für pakistanische Cricket-Franchises. Sie fand vom 9. Februar bis 5. März 2017 statt. Im Finale setzten sich die Peshawar Zalmi mit 58 Runs gegen die Quetta Gladiators durch.

## Vorgeschichte
Das Ziel der Veranstalter war es, das Finale in Pakistan auszutragen, wo seit dem Angriff auf das Cricketteam Sri Lankas in Lahore im Jahr 2009 kaum mehr internationales Cricket gespielt wird. Da vom Verband damit gerechnet wurde, dass zahlreiche Überseespieler sich weigern würden das angesetzte Finale in Lahore zu bestreiten, wurde entschieden, dass fehlende Spieler aus einem Pool ersetzt werden dürften. Unter anderem warnte die Spielervereinigung FICA, dass die Sicherheit in Pakistan nicht gewährleistet werden könne. Am 14. Februar kam es zu einem Bombenanschlag in Lahore, bei dem 13 Menschen getötet wurden und die Entscheidung der Spieler abermals erschwerte. Unter anderem weigerten sich die verantwortlichen für die technische Umsetzung des Decision Review Systems nach Pakistan zu reisen, so dass dieses nur unzureichend ersetzt werden konnte. Als sich die Quetta Gladiators für das Finale qualifizierten entschieden sich alle Überseespieler der Mannschaft nicht in Lahore anzutreten. Die Mannschaft der Peshawar Zalmi blieb weitestgehend intakt, was auch mit hohen Antrittsgagen (bis zu 50.000 Dollar pro Spieler) sichergestellt wurde. Das Spiel fand unter extremen Sicherheitsvorkehrungen statt. So wurden Spieler unter anderem ausschließlich am Finaltag ein- und wieder ausgeflogen und das Stadion mit 10.000 Sicherheitskräften gesichert.

## Franchises
Wie im Vorjahr nahmen fünf Franchises am Turnier teil.
| Franchise         | Heimatort |
| ----------------- | --------- |
| Islamabad United  | Islamabad |
| Karachi Kings     | Karatschi |
| Lahore Qalandars  | Lahore    |
| Peshawar Zalmi    | Peschawar |
| Quetta Gladiators | Quetta    |

## Austragungsorte
Aus Sicherheitsgründen werden viele Spiele der pakistanischen Mannschaften in den Vereinigten Arabischen Emiraten abgehalten. Das Finale fand in Lahore statt.
| Austragungsort                      | Ort     | Kapazität |
| ----------------------------------- | ------- | --------- |
| Dubai International Cricket Stadium | Dubai   | 25.000    |
| Gaddafi Stadium                     | Lahore  | 60.000    |
| Sharjah Cricket Stadium             | Sharjah | 15.000    |

## Resultate

### Gruppenphase
Tabelle
Die ersten vier nach der Vorrunde qualifizieren sich für die Playoffs.
| Teams             | Sp. | S | N | NR | P | NRR    |
| ----------------- | --- | - | - | -- | - | ------ |
| Peshawar Zalmi    | 8   | 4 | 3 | 1  | 9 | +0.309 |
| Quetta Gladiators | 8   | 4 | 3 | 1  | 9 | +0.166 |
| Karachi Kings     | 8   | 4 | 4 | 0  | 8 | −0.098 |
| Islamabad United  | 8   | 4 | 4 | 0  | 8 | −0.139 |
| Lahore Qalandars  | 8   | 3 | 5 | 0  | 6 | −0.223 |

Spiele
| 9. Februar Scorecard | Dubai | Peshawar Zalmi 190-9 (20)                          | – | Islamabad United 175-3 (17.4/18) |
|                      |       | Islamabad United gewinnt mit 7 Wickets (DL-Method) |   |                                  |

| 10. Februar Scorecard | Dubai | Quetta Gladiators 136-9 (20)         | – | Lahore Qalandars 128 (18.4) |
|                       |       | Quetta Gladiators gewinnt mit 8 Runs |   |                             |

| 10. Februar Scorecard | Dubai | Karachi Kings 118-7 (20)             | – | Peshawar Zalmi 119-3 (18.3) |
|                       |       | Peshawar Zalmi gewinnt mit 7 Wickets |   |                             |

| 11. Februar Scorecard | Dubai | Islamabad United 158-7 (20)            | – | Lahore Qalandars 160-4 (18.2) |
|                       |       | Lahore Qalandars gewinnt mit 6 Wickets |   |                               |

| 11. Februar Scorecard | Dubai | Karachi Kings 159-8 (20)                | – | Quetta Gladiators 160-3 (19.1) |
|                       |       | Quetta Gladiators gewinnt mit 7 Wickets |   |                                |

| 12. Februar Scorecard | Dubai | Lahore Qalandars 59 (20)             | – | Peshawar Zalmi 60-7 (17) |
|                       |       | Peshawar Zalmi gewinnt mit 3 Wickets |   |                          |

| 15. Februar Scorecard | Sharjah | Quetta Gladiators 148-6 (20)           | – | Islamabad United 149-5 (19.1) |
|                       |         | Islamabad United gewinnt mit 5 Wickets |   |                               |

| 16. Februar Scorecard | Sharjah | Lahore Qalandars 179-8 (20)         | – | Karachi Kings 172-8 (20) |
|                       |         | Lahore Qalandars gewinnt mit 7 Runs |   |                          |

| 17. Februar Scorecard | Sharjah | Peshawar Zalmi 117-3 (16/16) | – | Quetta Gladiators |
|                       |         | No Result                    |   |                   |

| 17. Februar Scorecard | Sharjah | Islamabad United 90-8 (13/13)                | – | Karachi Kings 75-4 (9.4/9.4) |
|                       |         | Karachi Kings gewinnt mit 8 Runs (DL-Method) |   |                              |

| 18. Februar Scorecard | Sharjah | Lahore Qalandars 200-3 (20)             | – | Quetta Gladiators 202-5 (18.5) |
|                       |         | Quetta Gladiators gewinnt mit 5 Wickets |   |                                |

| 18. Februar Scorecard | Sharjah | Peshawar Zalmi 136-9 (20)              | – | Islamabad United 137-5 (20) |
|                       |         | Islamabad United gewinnt mit 5 Wickets |   |                             |

| 19. Februar Scorecard | Sharjah | Karachi Kings 174-4 (20)         | – | Peshawar Zalmi 165 (19.5) |
|                       |         | Karachi Kings gewinnt mit 9 Runs |   |                           |

| 20. Februar Scorecard | Sharjah | Islamabad United 145-8                | – | Lahore Qalandars 146-9 (19.2) |
|                       |         | Lahore Qalandars gewinnt mit 1 Wicket |   |                               |

| 23. Februar Scorecard | Dubai | Karachi Kings 154-6                     | – | Quetta Gladiators 158-4 (19) |
|                       |       | Quetta Gladiators gewinnt mit 6 Wickets |   |                              |

| 24. Februar Scorecard | Dubai | Peshawar Zalmi 166-6 (20)          | – | Lahore Qalandars 149-9 (20) |
|                       |       | Peshawar Zalmi gewinnt mit 17 Runs |   |                             |

| 24. Februar Scorecard | Dubai | Islamabad United 165-6 (20)        | – | Quetta Gladiators 164-5 (20) |
|                       |       | Islamabad United gewinnt mit 1 Run |   |                              |

| 25. Februar Scorecard | Dubai | Lahore Qalandars 155-6 (20)         | – | Karachi Kings 158-5 (20) |
|                       |       | Karachi Kings gewinnt mit 5 Wickets |   |                          |

| 25. Februar Scorecard | Dubai | Quetta Gladiators 128 (20)           | – | Peshawar Zalmi 130-8 (19.2) |
|                       |       | Peshawar Zalmi gewinnt mit 2 Wickets |   |                             |

| 26. Februar Scorecard | Dubai | Islamabad United 123-7 (15/15)      | – | Karachi Kings 127-4 (14.5/15) |
|                       |       | Karachi Kings gewinnt mit 6 Wickets |   |                               |

### Playoffs
|  | Halbfinale (semi-finals) | Halbfinale (semi-finals) | Halbfinale (semi-finals) |            |                | Vorschlussrunde (final) | Vorschlussrunde (final) | Vorschlussrunde (final) |                |            | Finale (grand final) | Finale (grand final) | Finale (grand final) |
|  |                          |                          |                          |            |                |                         |                         |                         |                |            |                      |                      |                      |
|  | 1                        | Peshawar Zalmi           | 199/9 (20)               |            |                |                         |                         |                         |                |            |                      |                      |                      |
|  | 2                        | Quetta Gladiators        | 200/7 (20)               |            |                |                         |                         |                         |                | 2          | Quetta Gladiators    | 90 (16.3)            |                      |
|  | 2                        | Quetta Gladiators        | 200/7 (20)               | 1          | Peshawar Zalmi | 181/3 (20)              |                         |                         |                | 2          | Quetta Gladiators    | 90 (16.3)            |                      |
|  |                          |                          |                          | 1          | Peshawar Zalmi | 181/3 (20)              |                         | 1                       | Peshawar Zalmi | 148/6 (20) |                      |                      |                      |
|  |                          | 3                        | Karachi Kings            | 157/7 (20) |                |                         |                         | 1                       | Peshawar Zalmi | 148/6 (20) |                      |                      |                      |
|  | 3                        | 3                        | Karachi Kings            | 157/7 (20) | Karachi Kings  | 126 (19.4)              |                         |                         |                |            |                      |                      |                      |
|  | 3                        |                          |                          |            | Karachi Kings  | 126 (19.4)              |                         |                         |                |            |                      |                      |                      |
|  | 4                        | Islamabad United         | 82 (15.2)                |            |                |                         |                         |                         |                |            |                      |                      |                      |

### Halbfinale 1
| 28. Februar Scorecard | Sharjah | Quetta Gladiators 200-7 (20)        | – | Peshawar Zalmi 199-9 (20) |
|                       |         | Quetta Gladiators gewinnt mit 1 Run |   |                           |

### Halbfinale 2
| 1. März Scorecard | Sharjah | Karachi Kings 126 (19.4)          | – | Islamabad United 82 (15.2) |
|                   |         | Karachi Kings gewinnt mit 44 Runs |   |                            |

### Vorschlussrunde
| 3. März Scorecard | Dubai | Peshawar Zalmi 181-3 (20)          | – | Karachi Kings 157-7 (20) |
|                   |       | Peshawar Zalmi gewinnt mit 24 Runs |   |                          |

### Finale
| 5. März Scorecard | Lahore | Peshawar Zalmi 148-6 (20)          | – | Quetta Gladiators 90 (16.3) |
|                   |        | Peshawar Zalmi gewinnt mit 58 Runs |   |                             |